# Didascalicon

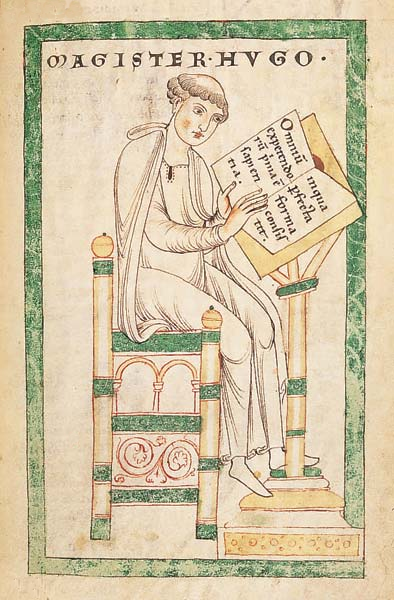
Hugo von St. Viktor beim Redigieren des Didascalicon

Didascalicon de Studio legendi (Studienbuch) ist eine wichtige und bekannte Wissenschaftssystematik der Frühscholastik, die der Pariser Theologe und Schulbegründer Hugo von St. Viktor ca. 1127 in mittellateinischer Sprache verfasste. Die Thematik umfasst dabei geistliche und weltliche Gebiete und reicht von der Theorie philosophischer Erörterungen bis zur Praxis der Medizin, des Ackerbaus, ja sogar der Tuchherstellung (lanificium). Daneben erörtert der Autor, welche Eigenschaften und Lerntechniken für ein erfolgreiches Studium nötig sind, und welche ethische Grundhaltung des Schülers wünschenswert ist.

## Aufbau und Inhalt
Das Werk gliedert sich in 6 Bücher und einen Appendix. Zwar beschäftigen sich die ersten 3 Bücher hauptsächlich mit weltlichen und die letzten mit geistlichen Themen, aber generell hält sich die Themenbehandlung nicht an Buchgrenzen. Die wichtigsten Themenkreise sind:
- Das Bild des Menschen – die Anthropologie des Hugo von St. Viktor (Buch I, 1–3; Buch II, 3–5)
- eruditiones (Unterweisungen), die den Schüler und den Unterricht betreffen (Buch I, 4–8; Buch III, 6–19; Buch VI, 1–3; VI, 12–13)
- Die artes liberales und weltliche Bildung (Buch II, 1–2; Buch II, 6–19)
- divina scriptura (heilige Schriften) (Buch IV)
- Das rechte Verstehen und Studieren der heiligen Schriften (Buch V; Buch VI, 4–14).[4]

### Das Bild des Menschen – die Anthropologie des Hugo von St. Viktor
Hugo von St. Victor geht auf viele anthropologische Grundfragen ein. Der Mensch erscheint als Geschöpf und Ebenbild Gottes. Die menschliche Seelenkraft ist dabei für seine Eigenschaft als vernunftbegabtes Wesen entscheidend. Aber auch der Leib ist Teil des Menschen; und dies macht ihn zu einer Brücke zwischen dem geistigen und materiellen Bereich. Man erkennt in diesen Ausführungen Einflüsse Platons und des Aristoteles, aber auch des Boethius und des Kirchenvaters Augustinus von Hippo.

### eruditiones, Schüler
Der Autor erkennt, dass nicht jeder zum Schüler geeignet ist. Natürliche Begabung, Fleiß und Disziplin sind nötig (Buch III, 6). Er gibt seinen Schülern aber auch Anweisungen für ein erfolgreiches Lernen; das Lesen soll systematisch sein (Buch III, 9) und durch Nachdenken ergänzt werden (Buch III, 10). Überraschenderweise hält er es auch für nötig, sein Heimatland aufzugeben (Buch III, 19). Dieses Kapitel wird häufig zitiert, weil es einen Einblick in sein Leben gestattet. Hugo von St. Viktor musste schon in der Kindheit die geliebte Heimat verlassen. Diese persönliche Erinnerung schmückt er mit 3 Zitierungen berühmter lateinischer Dichter (Ovid, Vergil, Horaz).

### Artes liberalesund weltliche Bildung
Die sieben freien Künste werden in zum Teil sehr knappen Zitaten antiker Autoren (u. a. Boethius, Isidor von Sevilla, Donatus, Cicero). erläutert. Zusammen mit weiteren antiken Bildungsinhalten, die Hugo von St. Viktor unter den Begriffen physica (Natur der Dinge), practica (ethische, ökonomische und politische Vorstellungen) sammelt, werden sie in einem Schema der Wissenschaften angeordnet Darin findet aber auch die mechanica Platz, die die Herstellung aller Dinge betrifft und von gewöhnlichen Leuten (plebei) ausgeführt wird. Sie gliedert sich in Tuchherstellung (lanificium), Waffenschmiedekunst (armatura), Handelsschifffahrt (navigatio), Landwirtschaft (agricultura), Jagd (venatio), Medizin (medicina) und Theaterkunst (theatrica). Der Gedanke ist nicht ganz neu. Schon der spätantike Schriftsteller Cassiodorus weist den Mönchen, die den Wissenschaften nicht gewachsen sind. den Weg, sich Garten und Ackerbau zu widmen, etwa mit den Schriften des Columella (Institutiones divinarum et saecularium litterarum, I,28,5-6). Johannes Scottus Eriugena stellt im 9ten Jahrhundert in seinem Kommentar zu Martianus Capella artes mechanices den artes liberales gegenüber.

### divina scriptura(heilige Schriften)
Hauptsächlich eine konventionelle Aufzählung der biblischen Bücher, ihrer Autoren und Übersetzer. Die Texte sind weitgehend Isidor von Seville (Etymologiae, VI) und dem Kirchenvater Hieronymus (In libris Samuel et Malachim) entlehnt.

## Überlieferung und Weiterleben
Das Werk konnte sich in seiner Gesamtheit mit seiner Wissensvielfalt, Wissenschaftssystematik und auch seinem ethischen Anspruch nicht im Schulbetrieb der großen Pariser Schulen, ja nicht einmal in Sankt Viktor selbst durchsetzen. Teilbereiche waren aber sehr erfolgreich und wurden vielfältig rezipiert. So lassen sich etwa für den wenig später schreibenden englischen Theologen Johann von Salisbury Zitierungen nachweisen.
Besonderes Interesse hat die Behandlung der mechanica gefunden. Durch diese Ausführungen wurde der Begriff Mechanik als Oberbegriff für menschliche Werk-Tätigkeit zumindest im Kreis der Philosophen etabliert. Der Satz Hugos in Appendix A: propter necessitatem inventa est mechanica (um der Notwendigkeit willen hat man die Mechanik erfunden) wurde von mehreren Nachfolgern (z. B. Albertus Magnus) aufgegriffen und weiterentwickelt.
Die Schrift hat sich in zahlreichen Handschriften erhalten. Charles H. Buttimer konnte für seine Edition 1939 30 Handschriften aus mehreren europäischen Bibliotheken (u. a. Wolfenbüttel, Paris-Bibliothèque nationale, Cambridge Pembroke, Vatikanstadt) heranziehen. Die editio princeps ist Hain * 9022 zwischen 1472 und 1478. 1896 veröffentlichte Joseph Freundgen eine Übersetzung in die deutsche Sprache, ebenso 1997 Thilo Offergeld.

## Textausgaben und Übersetzungen
- Charles H. Buttimer (Hrsg.): Hugonis de Sancto Victore Didascalicon De Studio legendi. Washington D. C. 1939.
- Thilo Offergeld: Didascalicon de studio legendi. (= Fontes Christiani. 27). Studienbuch. Herder, Freiburg im Breisgau 1997. mit Abdruck des von C.H. Buttimer edierten lateinischen Textes aus, Washington 1939 (The University of America, Studies in Medieval and Renaissance Latin 10). (lateinisch-deutsch)
- Jerome Taylor: The Didascalicon of Hugh of St. Victor. Translated from the Latin with an Introduction. New York / London 1961.

## Einzelbelege
1. ↑  Thilo Offergeld: Didascalicon de studio legendi. Einleitung S. 7.
2. ↑  Jerome Taylor: The Didascalicon of Hugh of St. Victor. Notes S. 175–228.
3. ↑  Thilo Offergeld: Didascalicon de studio legendi. Einleitung S. 48.
4. ↑  Thilo Offergeld: Didascalicon de studio legendi. Einleitung S. 57f.
5. ↑  Reinhard Sprenger: eruditio und ordo discendi in Hugos von St. Viktor eruditiones didascalicae. S. 23–43.
6. ↑  Jerome Taylor: The Didascalicon of Hugh of St. Victor. Notes, S. 216.
7. ↑  Jerome Taylor: The Didascalicon of Hugh of St. Victor. Notes, S. 201ff, S. 207f.
8. ↑  Thilo Offergeld: Didascalicon de studio legendi. Einleitung S. 55f.
9. ↑  Peter Sternagel: Die artes mechanicae im Mittelalter. S. 30f.
10. ↑  Thilo Offergeld: Didascalicon de studio legendi. Einleitung S. 57.
11. ↑  Jerome Taylor: The Didascalicon of Hugh of St. Victor. Notes s. 217
12. ↑  Thilo Offergeld: Didascalicon de studio legendi. Einleitung S. 96.
13. ↑  Jerome Taylor: The Didascalicon of Hugh of St. Victor. Notes s. 213f
14. ↑  Peter Sternagel: Die artes mechanicae im Mittelalter. S. 85.
15. ↑  Sternagel:  Peter Die artes mechanicae im Mittelalter. S. 86.
16. ↑  Charles H. Buttimer (Hrsg.): Hugonis de Sancto Victore Didascalicon De Studio legendi. Instroduction S. LII
17. ↑  Charles H. Buttimer (Hrsg.): Hugonis de Sancto Victore Didascalicon De Studio legendi. Introduction S. XIV